# Пацифікаційний сейм 1589 року
Пацифікаційний сейм 1589 року — звичайний сейм у Варшаві, що проходив з 6 березня по 23 квітня 1589 року, перший в історії Речі Посполитоїпацифікаційний сейм. Його було скликано 7 листопада 1588 року.
У січні та лютому 1589 року у воєводствах відбувалися передсеймові збори.
Маршалком сейму був обраний підскарбій надвірний литовський Дмитро Халецький.
Було затверджено Битомсько-Бендзинський договір.
Сейм розглянув проєкт канцлера Яна Замойського про реформу вільних виборів. Цей проєкт, який, на думку багатьох істориків, міг суттєво покращити річпосполитську державну систему, не був прийнятий через опозицію примаса Станіслава Карнковського, який представляв католицько-габсбурзьку фракцію. Король Сигізмунд III Ваза не підтримав жодної сторони.
Сейм погодився на заснування Замойської ординації й офіційно визнав обґрунтованими дії Замойського проти Самійла Зборовського, визнавши суд над ним за буквою закону.